# ليستر همينغوي
ليستر همينغواي (بالإنجليزية: Leicester Hemingway)‏ هو كاتب أمريكي، ولد في 1 أبريل 1915 في أوك بارك في الولايات المتحدة، وتوفي في 13 سبتمبر 1982 في ميامي بيتش في الولايات المتحدة.